# 片桐彩子
片桐彩子（片桐彩子）是科樂美第一套戀愛模擬遊戲《純愛手札》的女主角。在《純愛手札》女主角群中，她的人氣度排行第三名，僅次於第一名藤崎詩織與第二名虹野沙希。

## 提要
片桐彩子是一位有著藝術家般才華的少女，擅長英語，並且有著開放的性格。天秤座與B型的個性，讓她有追求流行、喜歡炫耀的表面，但是她的才能不容忽視。
在《純愛手札》中，片桐彩子的日語配音員是川口雅代，韓語配音員是김효선。片桐彩子是川口雅代唯一的配音代表角色。
片桐彩子的獨特髮型被一些《純愛手札》愛好者稱為「卷貝頭」（巻貝ヘア），頭髮放下時總長可及腰部。髮型設定是以日本女藝人飯島直子的髮型為設計動機。
片桐彩子所屬學生社團在原作（超級任天堂版除外）中為美術社或管樂社，在超級任天堂版中為美術社或輕音樂社，在小說版與《純愛手札 Drama Series》中為美術社。
片桐彩子有先用英語說話再繼續用日語說話的獨特說話習慣，在遊戲之中依選項不同有可能會到巴黎留學。在《純愛手札 對戰俄羅斯》（ときめきメモリアル対戦ぱずるだま） 結尾，彩子會留一封信給男主角，告知自己將赴巴黎留學。
片桐彩子是在遊戲中唯一有唱歌的人。繪畫之外，唱卡拉OK是她的最大興趣。她與男主角在KTV約會時，她拿起麥克風就會熱唱，不輕易放下麥克風。
片桐彩子極度怕水。在原作中，她在游泳課時逃課被男主角瞧見。在《OVA純愛手札》中，她向清川望學游泳。
片桐彩子是《純愛手札 Drama Series Vol.2 彩之戀曲》（ときめきメモリアルドラマシリーズ Vol.2 彩のラブソング）的唯一女主角。原本依據科樂美與《Fami通》合辦的《Fami通》讀者投票活動結果，得票數最高的館林見晴有資格成為《純愛手札 Drama Series》第二集（Vol.2）唯一女主角；但是由於見晴的配音員菊池穗同時擔任ASCII戀愛模擬遊戲《真愛物語》（トゥルー・ラブストーリー）女主角桂木綾音（桂木綾音）的配音員，見晴的資格被取消，得票數第二高的彩子當選第二集唯一女主角。

## 影響
1998年2月19日，《KONAMI GB 精選集 VOL.3》（コナミGBコレクション VOL.3）上市，片桐彩子擔任選單畫面導覽員。

## 個人唱片
下列唱片皆是片桐彩子的角色歌唱片，皆是King Records總經銷。唱片名稱以各唱片封面標示為準。
單曲CD
- 《Tomorrow／星期日的雨》（Tomorrow／日曜の雨のように），科樂美株式會社1998年4月24日發行，King Records編號KIDA7643。

錄音室專輯CD
- 《Message》（Message），科樂美株式會社1998年5月22日發行，King Records編號KICA7869，科樂美編號LC178。